# Christopher Wren
Sir Christopher Wren (n. 20/30 octombrie 1632, East Knoyle⁠(d), Wiltshire⁠(d), Anglia, Regatul Unit – d. 25 februarie/8 martie 1723, Londra, Regatul Marii Britanii) a fost unul dintre cei mai buni și apreciați arhitecți englezi ai tututror timpurilor,  arhitect și realizator a 54 de biserici în Londra, respectiv a numeroase clădiri seculare din Marea Londră după Marele incendiu al Londrei din 1666.  Capodopera sa arhitecturală, Catedrala Saint Paul, a fost terminată în 1710.
Educat în limbile latină și engleză și studiind fizica aristotelică la Oxford University, Wren a fost un om de știință remarcabil al timpului său, excelând ca astronom, geometru, matematician, fizician și arhitect.  Fondator al prestigioasei Royal Society, al cărei președinte a fost între 1680 și 1682, Christopher Wren a fost deopotrivă apreciat ca om de știință de către alți doi mari savanți contemporani lui, Sir Isaac Newton și Blaise Pascal.

## Biografie

### Deces

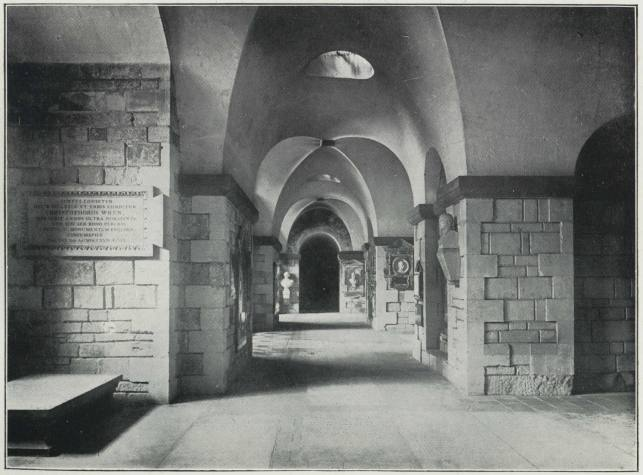
Cripta Catedralei Sf. Pavel, memorialul lui Wren din stânga

Proprietatea familiei Wren a fost la The Old Court House din zona Hampton Court. El a primit un contract de închiriere de proprietate de către Regina Anne în locul arieratelor salariale pentru construirea St Paul's. Pentru confort, Wren a închiriat, de asemenea, o casă pe strada St James's din Londra. Potrivit unei legende din secolul al XIX-lea, el ar merge adesea la Londra pentru a efectua vizite neoficiale la St Paul, pentru a verifica progresul "celei mai mari lucrări". Pe una din aceste călătorii spre Londra, la vârsta de nouăzeci de ani, el a prins un frig care s-a înrăutățit în următoarele câteva zile. La 25 februarie 1723, un servitor care a încercat să-l trezească pe Wren din somn, a văzut ca el deja a murit.
Wren a fost înmormântat la 5 martie 1723. Rămășițele sale au fost plasate în colțul dinspre sud-est al criptei lui St Paul, pe lângă cele ale fiicei sale Jane, surorii sale, Susan Holder, și sotului ei William. Placa de piatră netedă a fost scrisă de fiul cel mai mare al lui Wren și de moștenitorul acestuia, Christopher Wren, Jr.

## Carieră științifică
Unul din prietenii lui Wren, Robert Hooke, un alt mare savant și arhitect al timpului său, a afirmat despre Christopher Wren, "De pe vremea lui Arhimede, rareori s-au întâlnit într-un singur om cu o așa perfecțiune o mână automatizată  și o minte atât de filozofică" (conform citatului, "Since the time of Archimedes there scarce ever met in one man in so great perfection such a mechanical hand and so philosophical mind").

## Comemorări
- Craterul Wren de pe planeta Mercur a fost denumit în onoarea sa.

- Casa Wren (The house of Wren's) de la Westminster School din Anglia a fost denumită după el.

- The Wren Building, clădirea principală a Colegiului William and Mary din Williamsburg, statul Virginia din Statele Unite ale Americii a fost numită pentru a-l onora.

## Galerie de lucrări de arhitectură

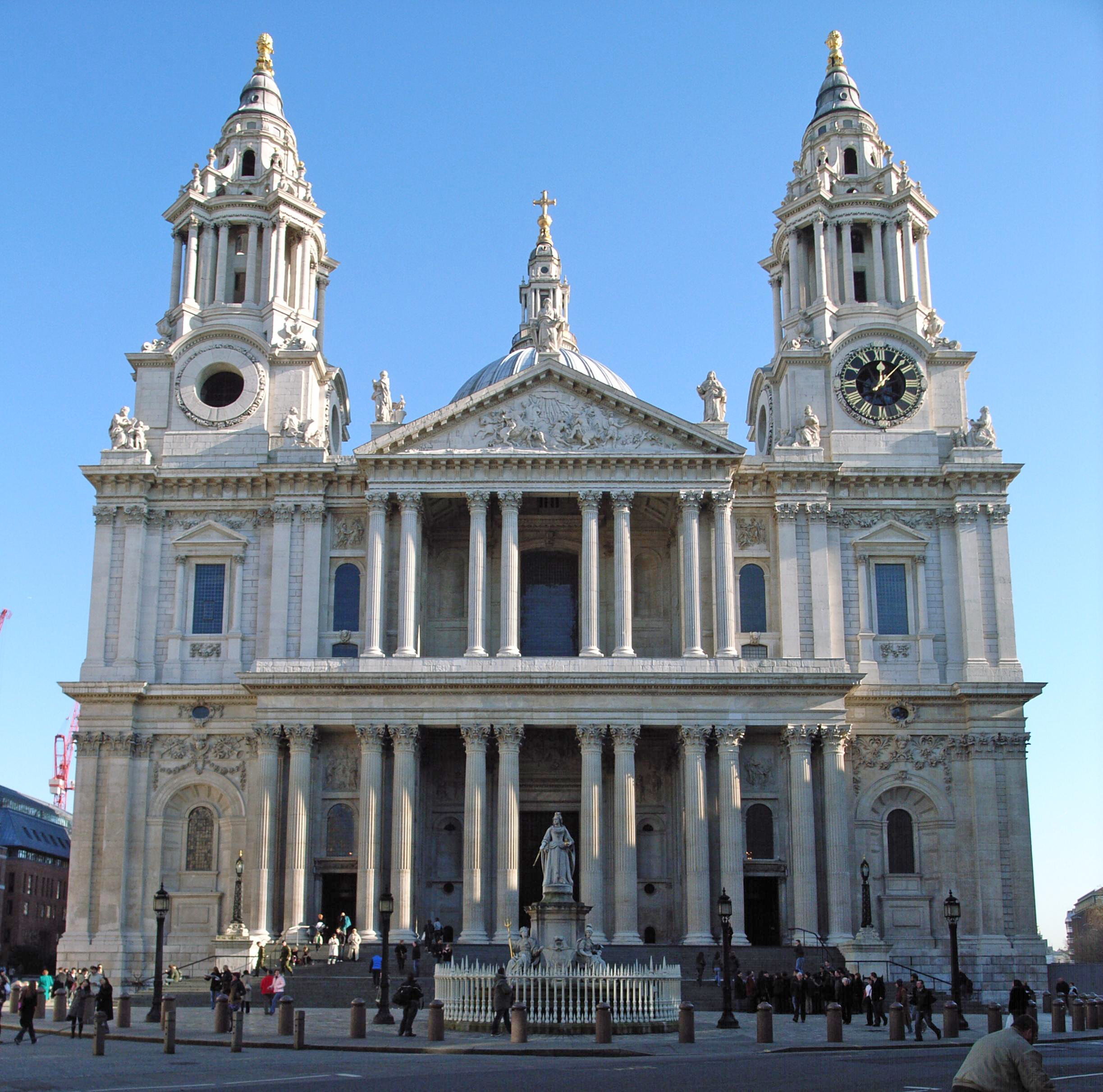
Catedrala Sf. Paul, partea de vest
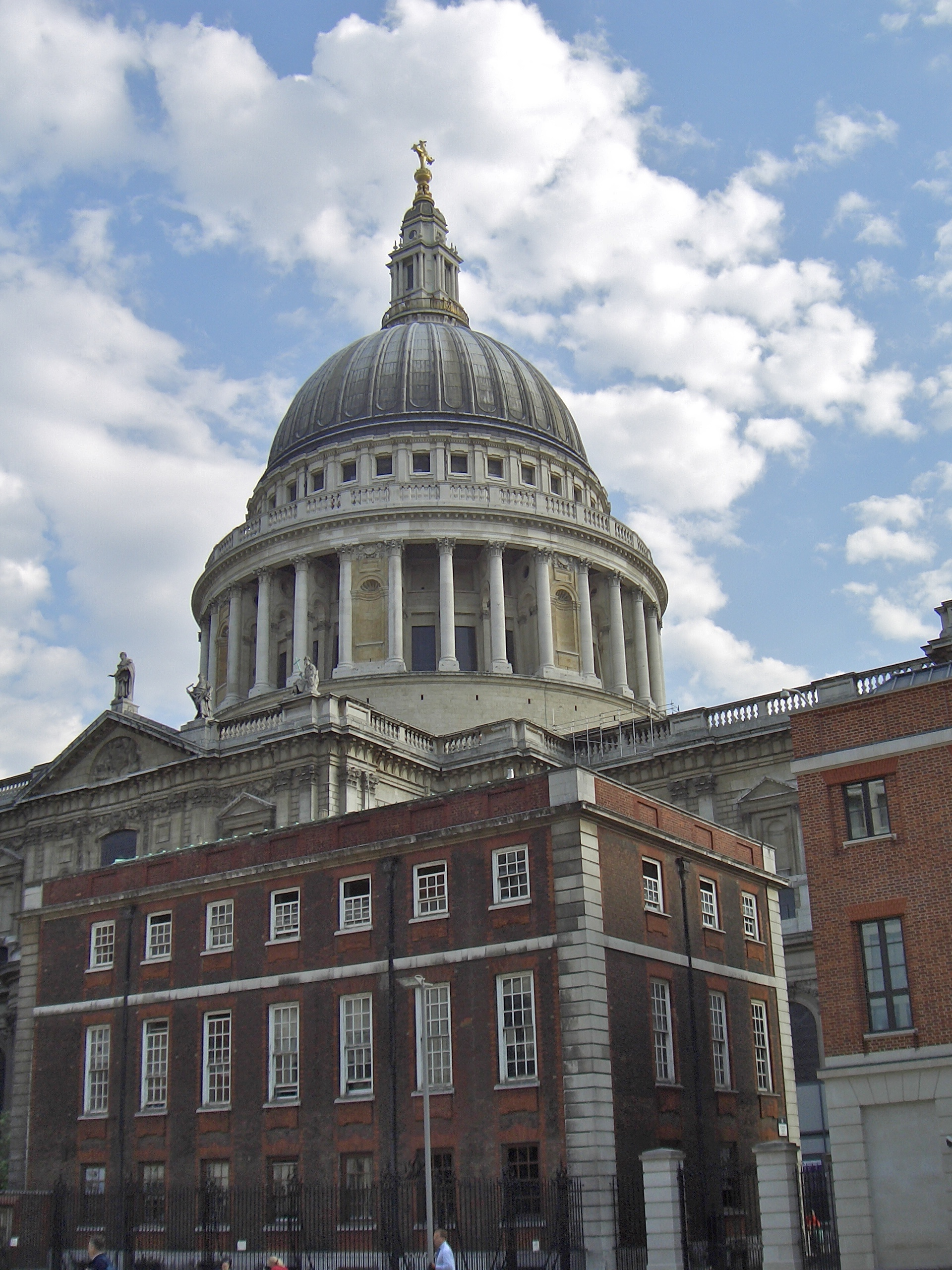
Catedrala Sf. Paul, partea nordică și Cupola Casei(de asemenea, de Wren)
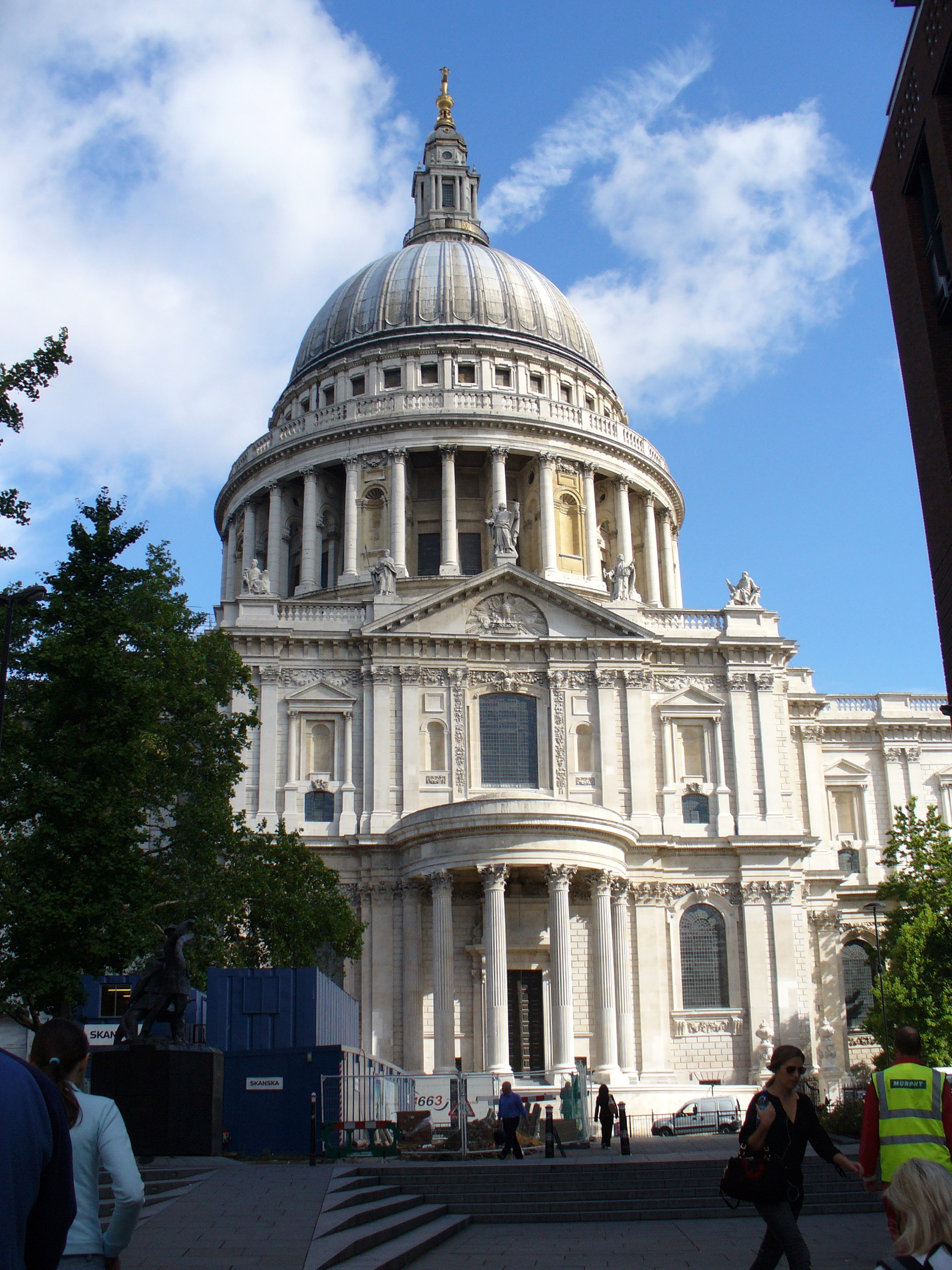
Catedrala Sf. Paul, transeptul și domul de sud
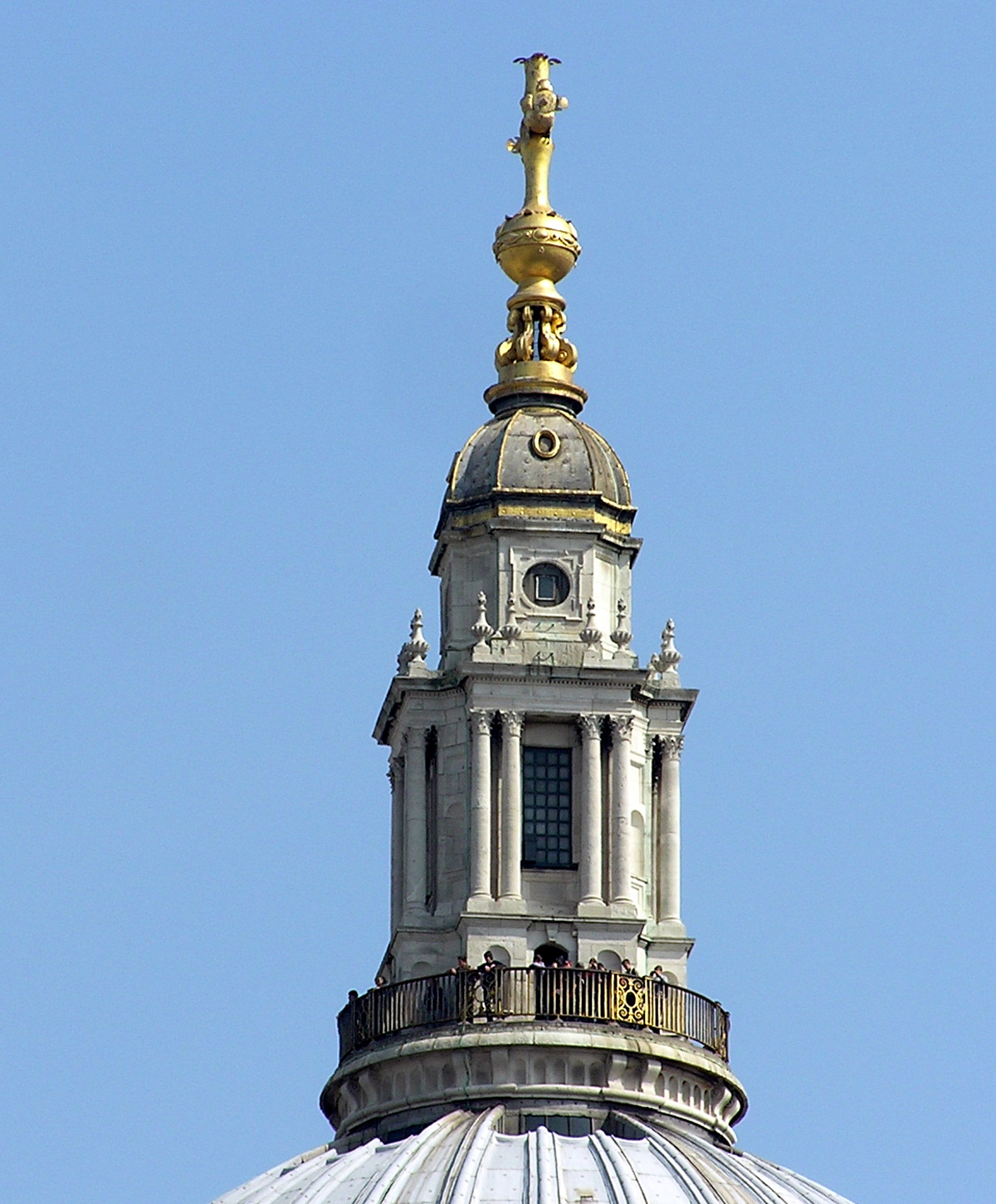
Lanternul, Catedrala Sf. Paul
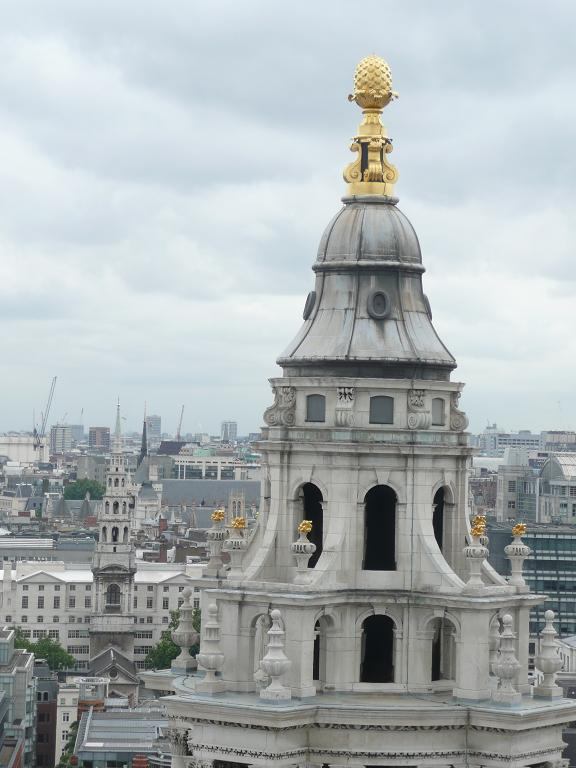
În partea de sus a turnului nord-vestic, Catedrala Sf. Paul
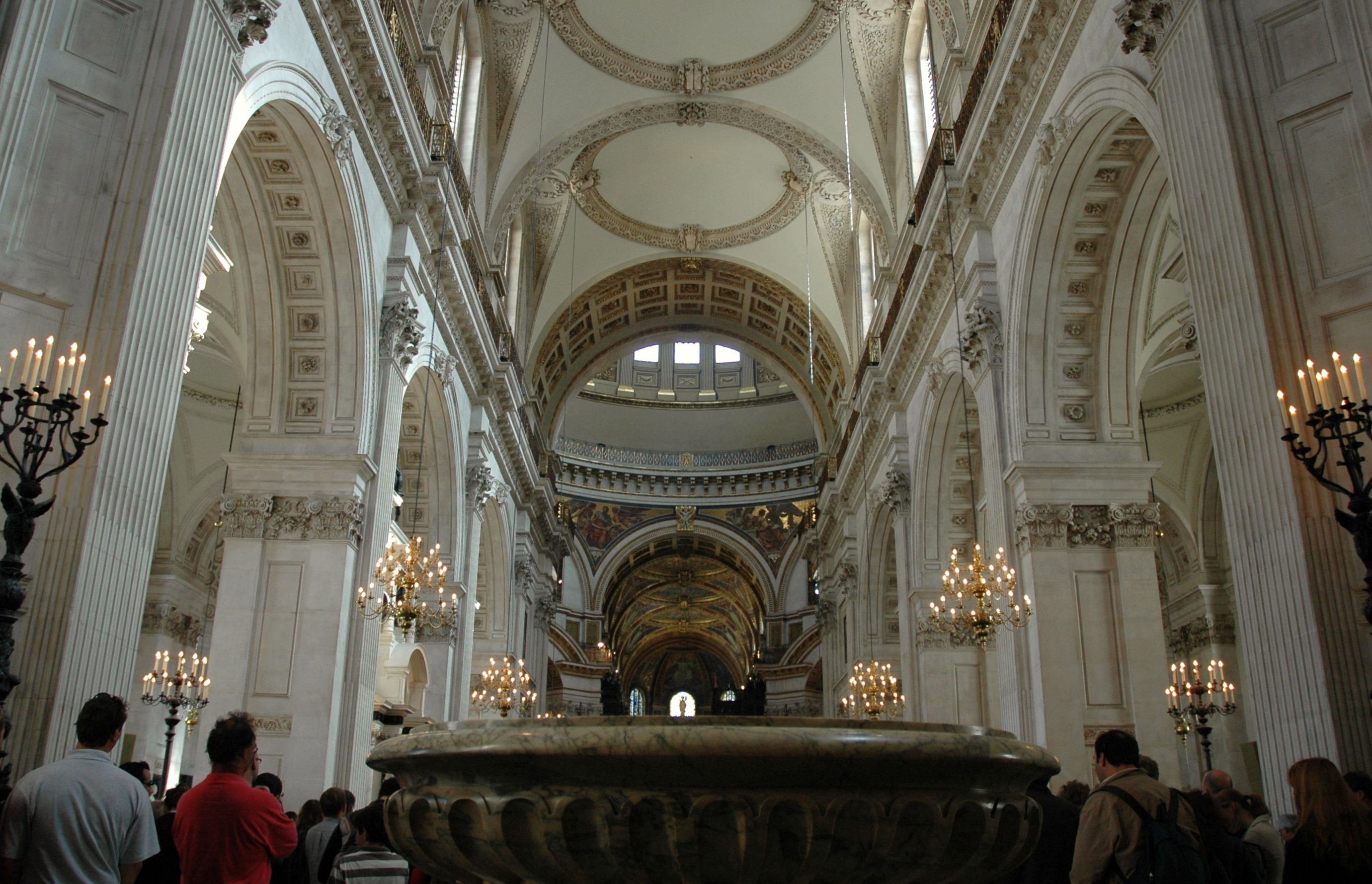
Naosul Catedralei Sf. Pavel
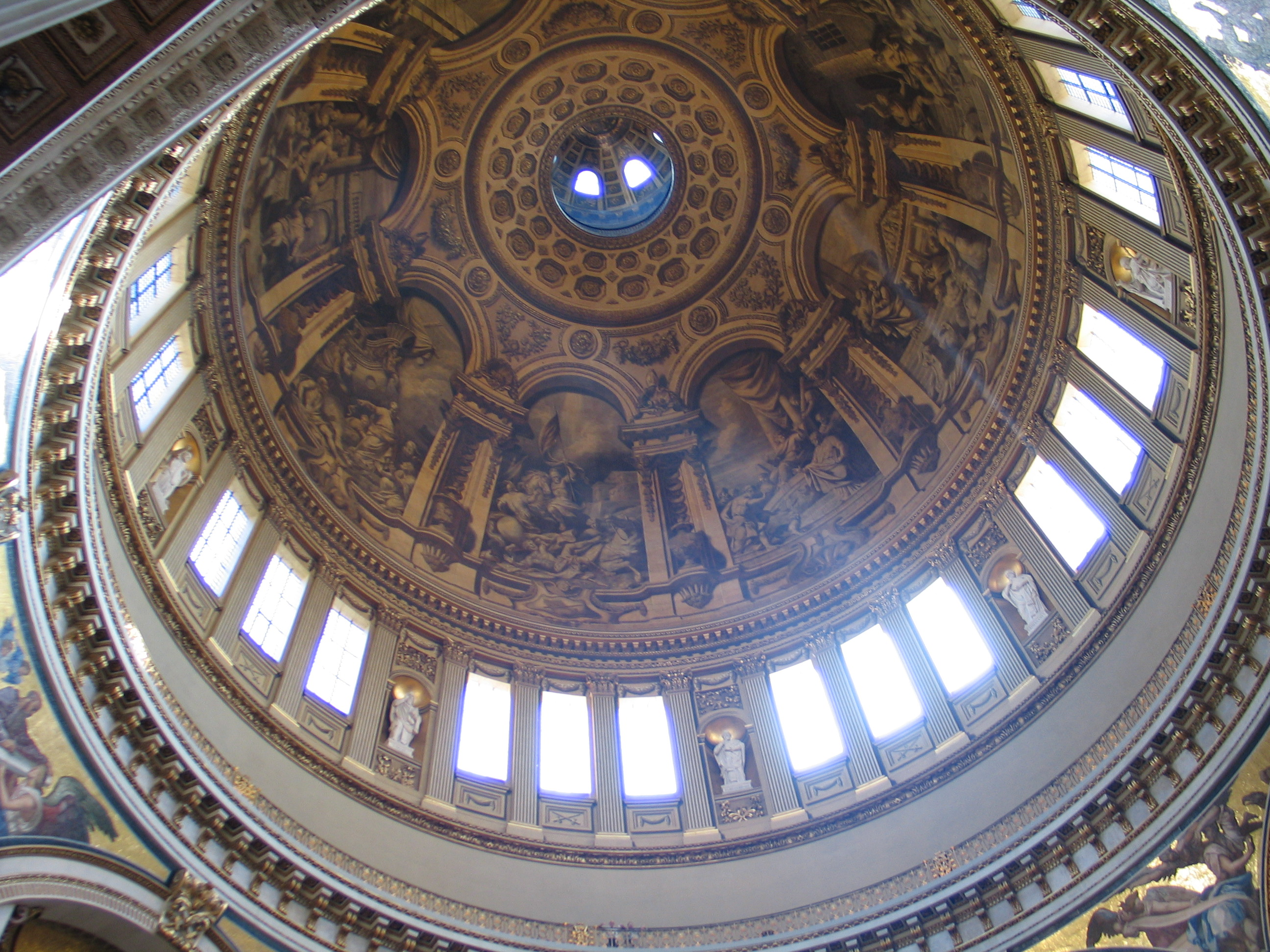
Catedrala Sf. Paul, interiorul domului
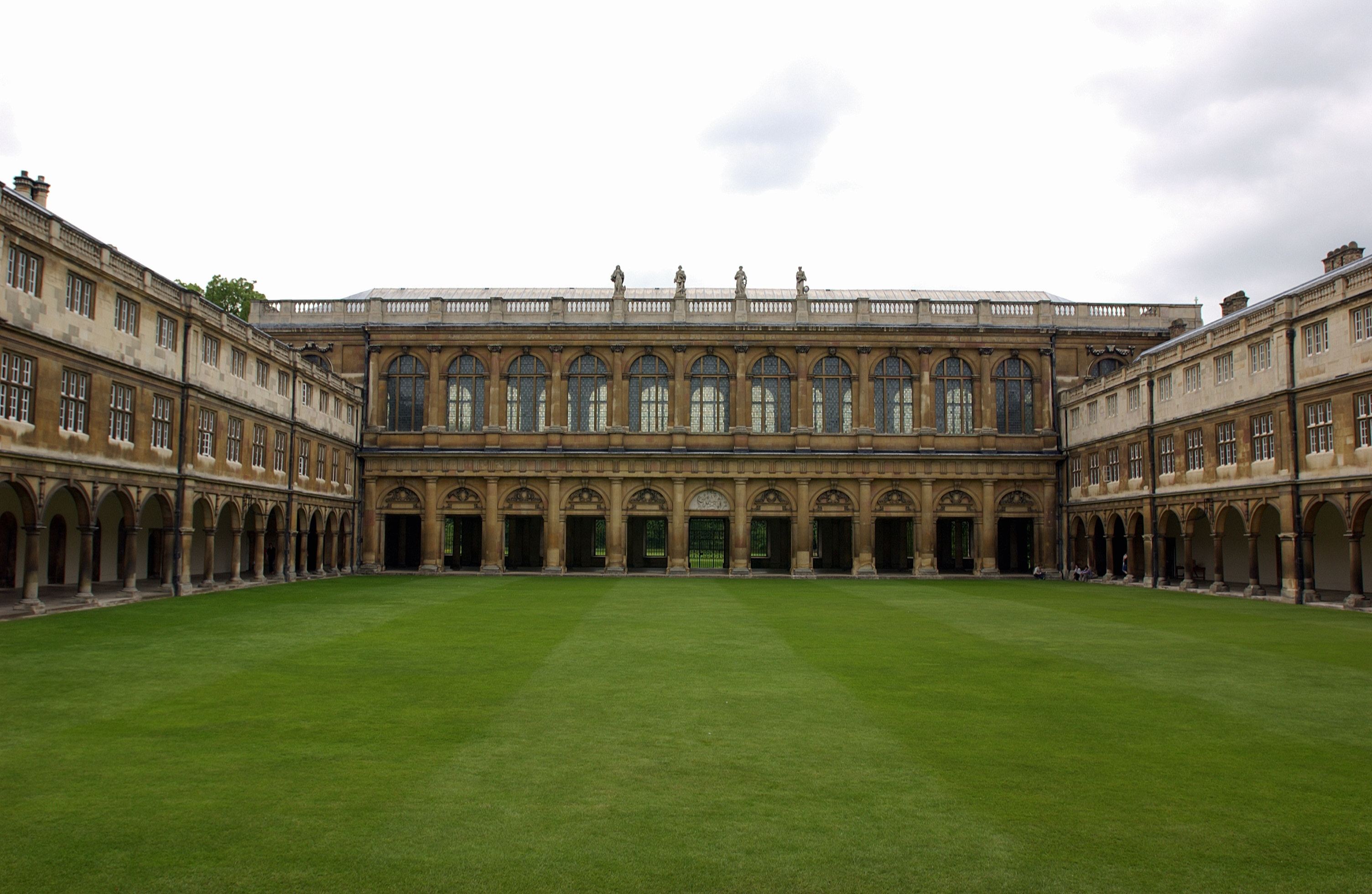
Bibliotecă, Colegiul Trinity, Universitatea Cambridge
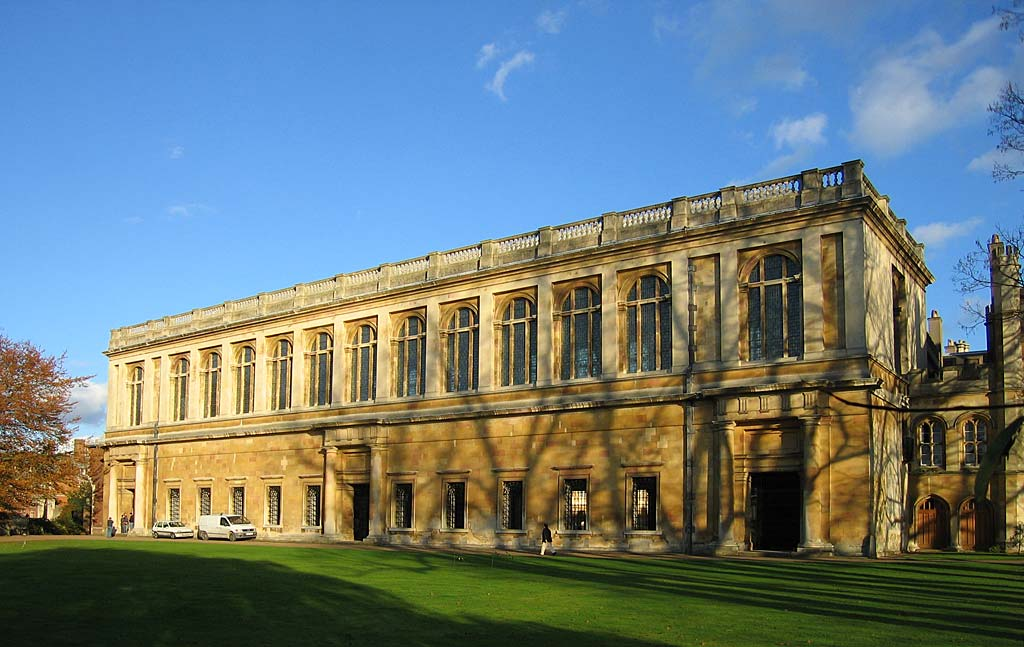
Biblioteca, Colegiul Trinity, Universitatea Cambridge, dinspre râu
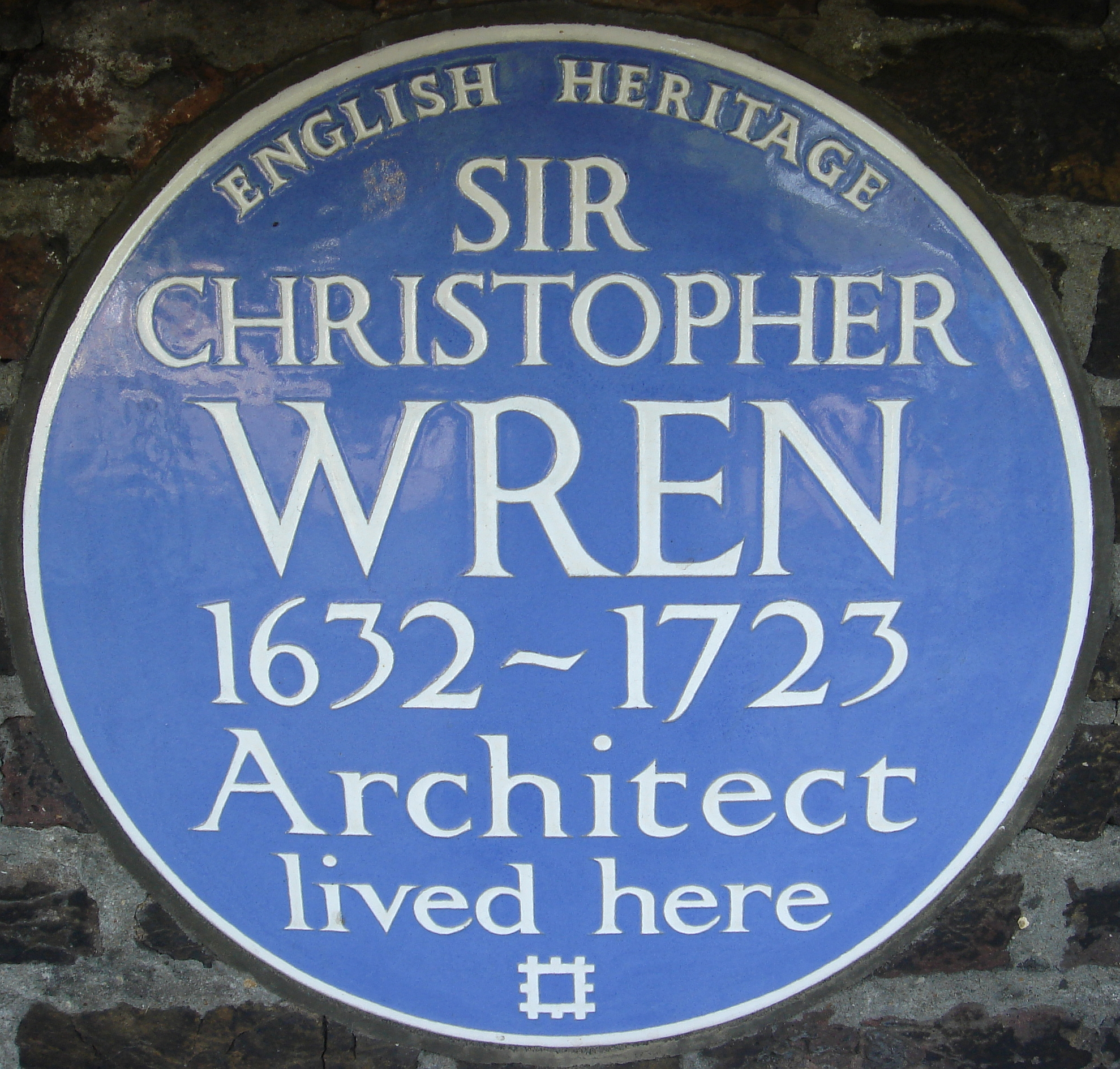
Placa albastră, Hampton Court Green
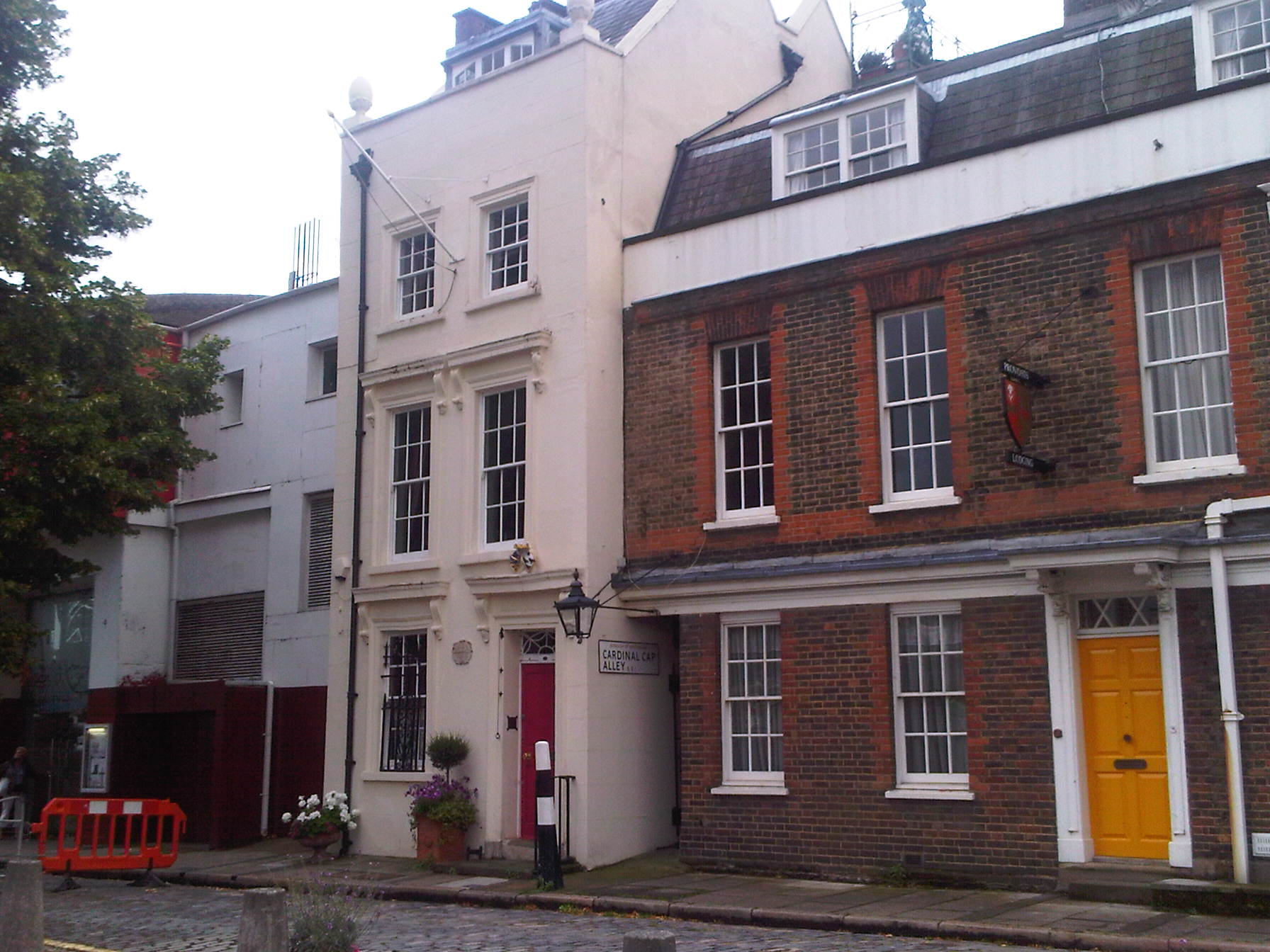
Casa lui Christopher Wren
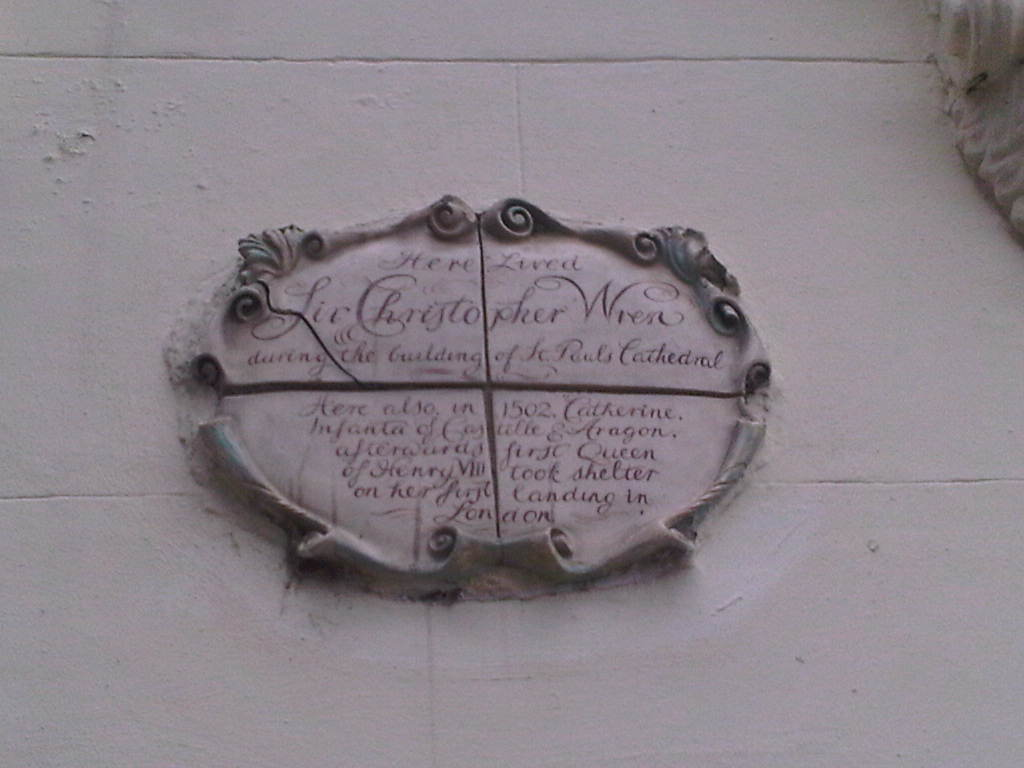
Placa lui Christopher Wren